# Соцреалізм в українській літературі
Соцреалізм в українській літературі — один із періодів у історії української літератури, що припадає здебільшого на 1930—1950-ті роки. Його поява була зумовлена тоталітарним регуляюванням культури в Радянському Союзі. Як наслідок, твори, написані в цей період, є здебільшого заідеологізованими та такими, що відповідають приписам комуністичної влади.

## Витоки жанру
Ще під час «Літературної дискусії» одним із чільних питань для комуністичної влади і митців було питання: що є "пролетарською літературою" і якою вона має бути. Однак станом на кінець 1920-х ця проблема перестала бути предметом дискусії, адже режим почав значно сильніше регулювати культурну сферу.
Поступово влада розформувала будь-які творчі об'єднання і створила централізовану Спілку письменників СРСР під керівництвом Горького. І саме в статуті цієї організації соцреалізм був проголошений основним методом радянської літератури.

## Перелік творів
- Загибель ескадри (1933), Платон Кречет (1934)
- Роман міжгір'я (1934)
- Вершники (1935)
- Прапороносці (1946-1948)
- Велика рідня (роман) (1949, 1951)
- Дума про невмирущого (1957)